# Фицпатрик, Томас
Томас Фицпатрик (англ. Thomas Fitzpatrick; 1799 — 7 февраля 1854) — американский первопроходец, маунтинмен, торговец и правительственный агент.

## Биография
Томас Фицпатрик родился в графстве Каван, Ирландия, в 1799 году в многодетной семье. В возрасте 17 лет он эмигрировал в США, а в 1823 году уже сопровождал торговца мехами Уильяма Эшли в экспедиции на Миссури. В том же году участвовал в войне с индейцами арикара.
Вместе с другими трапперами и торговцами пушниной в 1820-х годах Фицпатрик исследовал долину реки Грин-Ривер, Саут-Пасс и территорию современного штата Юта. В 1836 году он начал работать на Американскую меховую компанию.
В начале 1840-х годов Фицпатрик сопровождал первые караваны переселенцев по Орегонской тропе на Запад. В 1843 году он принял участие во второй экспедиции Джона Фримонта  в Калифорнию.
В 1846 году Фицпатрик становится индейским агентом для племён, которые кочевали по территории Восточного Колорадо и Западного Канзаса, между реками Платт и Арканзас. Благодаря его усилиям в 1851 году  во вновь образованном форте Ларами правительство США провело большой совет с племенами равнин. Присутствовало более 12 тысяч индейцев. С правительством был подписан договор, согласно которому племена разрешили возводить на своих территориях дороги, торговые посты и форты, получив за это компенсацию.
В 1850 году Фицпатрик женился на переводчице Маргарет Пойсал, отцом которой был франкоканадский траппер, а мать индианка из племени арапахо.
Томас Фицпатрик скончался 5 февраля 1854 года в Вашингтоне.